# Stefanie Vögele
Stefanie Vögele (Leuggern, 10 marzo 1990) è un'ex tennista svizzera.

## Carriera
Destrorsa, gioca il rovescio bimane. Ha iniziato a giocare a tennis all'età di 4 anni. Nel 2009 è entrata tra le prime 100 al mondo, toccando come miglior classifica il nº 42 alla fine del 2013. Il 20 settembre 2022 ha disputato l’ultimo match della sua carriera al torneo ITF di Pula, annunciando a novembre il ritiro, dopo la finale giocata dalla Svizzera in Billie Jean King Cup, competizione in cui è stata convocata dal capitano della squadra elvetica.
In carriera non ha vinto alcun titolo WTA, in nessuna specialità: i migliori piazzamenti in singolare sono le semifinali sul cemento di Portorose, i quarti sull'erba di Birmingham, entrambi nel 2009, e le semifinali nel 2013 nei tornei di Linz e Lussemburgo. A livello ITF invece ha conquistato 6 vittorie in singolo e 5 in doppio.
All'US Open 2009 ha superato per la prima volta un turno in uno Slam, battendo in 3 set l'italiana Alberta Brianti prima di fermarsi contro l'altra azzurra Francesca Schiavone, 6-4 6-4. L'anno prima, al debutto nel tabellone principale di uno Slam, era stata sconfitta in 3 set da Flavia Pennetta.

## Statistiche WTA

### Singolare

#### Sconfitte (1)
| Legenda               |
| --------------------- |
| Grande Slam (0)       |
| Argenti Olimpici (0)  |
| WTA Finals (0)        |
| Premier Mandatory (0) |
| Premier 5 (0)         |
| Premier (0)           |
| International (1)     |

| N. | Data         | Torneo                              | Superficie | Avversaria in finale | Punteggio        |
| 1. | 3 marzo 2018 | Abierto Mexicano de Tenis, Acapulco | Cemento    | Lesja Curenko        | 7-5, 6(2)-7, 2-6 |

### Doppio

#### Sconfitte (1)
| Legenda               |
| --------------------- |
| Grande Slam (0)       |
| Argenti Olimpici (0)  |
| WTA Finals (0)        |
| Premier Mandatory (0) |
| Premier 5 (0)         |
| Premier (0)           |
| International (1)     |

| N. | Data             | Torneo                  | Superficie  | Compagna      | Avversarie in finale            | Punteggio |
| 1. | 18 febbraio 2012 | Copa Colsanitas, Bogotà | Terra rossa | Mandy Minella | Eva Birnerová Aleksandra Panova | 2-6, 2-6  |

## Circuito WTA 125

### Singolare

#### Sconfitte (1)
| N. | Data            | Torneo                                  | Superficie | Avversaria in finale | Punteggio     |
| 1. | 2 febbraio 2020 | Newport Beach Challenger, Newport Beach | Cemento    | Madison Brengle      | 1-6, 6-3, 2-6 |

## Statistiche ITF

### Singolare

#### Vittorie (8)
| Torneo $100.000 (1) |
| Torneo $80.000 (0)  |
| Torneo $75.000 (1)  |
| Torneo $60.000 (0)  |
| Torneo $50.000 (1)  |
| Torneo $25.000 (3)  |
| Torneo $15.000 (0)  |
| Torneo $10.000 (2)  |

| N. | Data              | Torneo                                                     | Superficie    | Avversaria in finale | Punteggio        |
| 1. | 2 dicembre 2006   | Vanessa Phillips Women's Tournament, Tel Aviv              | Cemento       | Marlot Meddens       | 6-3, 6-4         |
| 2. | 31 marzo 2007     | Sree Nidhi ITF $10,000 Womens Tennis Tournament, Hyderabad | Cemento       | Amber Liu            | 5-7, 7-5, 6-3    |
| 3. | 15 luglio 2007    | Bella Cup, Toruń                                           | Terra rossa   | Alexandra Dulgheru   | 6-2, 4-6, 7-5    |
| 4. | 27 marzo 2011     | AEGON Pro Series Bath, Bath                                | Cemento (i)   | Marta Domachowska    | 6(3)-7, 7-5, 6-2 |
| 5. | 24 settembre 2012 | Open GDF SUEZ Clermont-Ferrand, Clermont-Ferrand           | Cemento (i)   | Tatjana Maria        | 6-4, 6-1         |
| 6. | 25 novembre 2012  | Dunlop World Challenge, Toyota                             | Sintetico (i) | Kimiko Date-Krumm    | 7-6(7), 6-4      |
| 7. | 31 gennaio 2016   | Open GDF SUEZ 42, Andrézieux-Bouthéon                      | Cemento (i)   | An-Sophie Mestach    | 6-1, 6-2         |
| 8. | 15 luglio 2018    | Open 88 Contrexéville, Contrexéville                       | Terra rossa   | Sara Sorribes Tormo  | 6-4, 6-2         |

#### Sconfitte (8)
| Torneo $100.000 (1) |
| Torneo $80.000 (1)  |
| Torneo $75.000 (1)  |
| Torneo $60.000 (0)  |
| Torneo $50.000 (3)  |
| Torneo $25.000 (2)  |
| Torneo $15.000 (0)  |
| Torneo $10.000 (0)  |

| N. | Data              | Torneo                                                          | Superficie    | Avversaria in finale | Punteggio     |
| 1. | 4 febbraio 2007   | Open GDF Suez de Belfort, Belfort                               | Sintetico (i) | Virginie Pichet      | 6–2, 0–6, 2–6 |
| 2. | 24 marzo 2007     | ITF Women's Circuit Mumbai, Mumbai                              | Cemento       | Akgul Amanmuradova   | 0-6, 5-7      |
| 3. | 22 luglio 2007    | Megaron Cup, Dnepropetrovsk                                     | Terra rossa   | Alizé Cornet         | 4-6, 3-6      |
| 4. | 2 novembre 2008   | Open GDF SUEZ Nantes Atlantique, Nantes                         | Cemento (i)   | Vesna Manasieva      | 3–6, 2–6      |
| 5. | 10 maggio 2009    | GDF SUEZ Open Romania, Bucarest                                 | Terra rossa   | Andrea Petković      | 3-6, 2-6      |
| 6. | 7 giugno 2009     | AEGON Trophy, Nottingham                                        | Erba          | Maria Elena Camerin  | 2–6, 6–4, 1–6 |
| 7. | 23 settembre 2012 | AEGON Pro Series Shrewsbury, Shrewsbury                         | Cemento (i)   | Annika Beck          | 2-6, 4-6      |
| 8. | 12 maggio 2019    | Open GDF SUEZ de Cagnes-sur-Mer Alpes-Maritimes, Cagnes-sur-Mer | Terra rossa   | Christina McHale     | 6(4)-7, 2-6   |

### Doppio

#### Vittorie (5)
| Torneo $100.000 (1) |
| Torneo $80.000 (0)  |
| Torneo $75.000 (1)  |
| Torneo $60.000 (0)  |
| Torneo $50.000 (0)  |
| Torneo $25.000 (3)  |
| Torneo $15.000 (0)  |
| Torneo $10.000 (0)  |

| N. | Data              | Torneo                                  | Superficie    | Partner             | Rivali in finale                              | Risultato            |
| 1. | 14 luglio 2007    | Bella Cup, Toruń                        | Terra rossa   | Sandra Martinović   | Magdalena Kiszczyńska Natalia Kołat           | 2-6, 6-4, 6-3        |
| 2. | 29 marzo 2008     | Open Isla Bonita, La Palma              | Cemento       | Julija Bejhel'zymer | Estrella Cabeza Candela Sílvia Soler Espinosa | 7-5, 7-6(5)          |
| 3. | 6 aprile 2008     | Hamburg Ladies Open, Amburgo            | Sintetico (i) | Julija Bejhel'zymer | Veronika Chvojková Andrea Hlaváčková          | 7-6(3), 6-2          |
| 4. | 3 luglio 2011     | International Country Cuneo, Cuneo      | Terra rossa   | Mandy Minella       | Eva Birnerová Vesna Dolonc                    | 6-3, 6-2             |
| 5. | 22 settembre 2012 | AEGON Pro Series Shrewsbury, Shrewsbury | Cemento       | Vesna Dolonc        | Karolína Plíšková Kristýna Plíšková           | 6-1, 6(3)-7, [15-13] |

#### Sconfitte (6)
| Torneo $100.000 (0) |
| Torneo $80.000 (0)  |
| Torneo $75.000 (2)  |
| Torneo $60.000 (0)  |
| Torneo $50.000 (2)  |
| Torneo $25.000 (1)  |
| Torneo $15.000 (0)  |
| Torneo $10.000 (1)  |

| N. | Data              | Torneo                                     | Superficie  | Partner             | Rivali in finale                   | Risultato        |
| 1. | 30 settembre 2006 | Torneo Thessaloniki Tennis Club, Salonicco | Terra rossa | Amra Sadiković      | Nicole Clerico Aleksandra Panova   | 4–6, 6(8)–7      |
| 2. | 23 marzo 2007     | ITF Women's Circuit Mumbai, Mumbai         | Cemento     | Ol'ga Panova        | Akgul Amanmuradova Nina Bratčikova | 2-6, 3-6         |
| 3. | 10 maggio 2008    | Jounieh Open, Jounieh                      | Terra rossa | Kristína Kučová     | Nina Bratčikova Veronika Kapšaj    | 5–7, 6–3, [6–10] |
| 4. | 12 luglio 2008    | Zagreb Ladies Open, Zagabria               | Terra rossa | Julija Bejhel'zymer | Maret Ani Jelena Kostanić Tošić    | 4–6, 2–6         |
| 5. | 2 agosto 2008     | Ceisa Cup, Rimini                          | Terra rossa | Kathrin Wörle       | Mara Santangelo Roberta Vinci      | 1–6, 4–6         |
| 6. | 20 ottobre 2012   | Open GDF Suez Région Limousin, Limoges     | Cemento (i) | Irena Pavlović      | Magda Linette Sandra Zaniewska     | 1-6, 7-5, [5-10] |

## Risultati in progressione
| Sigla | Risultato               |
| ----- | ----------------------- |
| V     | Vincitore               |
| F     | Finalista               |
| SF    | Semifinalista           |
| O     | Oro olimpico            |
| A     | Argento olimpico        |
| SF    | Bronzo olimpico         |
| QF    | Quarti di Finale        |
| 4T    | Quarto turno            |
| 3T    | Terzo turno             |
| 2T    | Secondo turno           |
| 1T    | Primo turno             |
| RR    | Round Robin             |
| LQ    | Turno di qualificazione |
| A     | Assente                 |
| ND    | Non disputato           |

| Legenda superfici    |
| -------------------- |
| Cemento              |
| Terra battuta        |
| Erba                 |
| Superficie variabile |

### Singolare
| Tornei del Grande Slam |     |     |     |     |     |     |     |     |      |
| Australian Open        | Q2  | Q3  | 2T  | Q1  | 1T  | 1T  | 2T  | 2T  | 3–5  |
| Open di Francia        | Q2  | Q2  | 1T  | Q3  | Q2  | 3T  | 2T  | 1T  | 3–4  |
| Wimbledon              | Q1  | 1T  | 1T  | Q1  | Q2  | 1T  | 1T  |     | 0–4  |
| US Open                | 1T  | 2T  | 1T  | Q2  | 1T  | 1T  | 1T  |     | 1–6  |
| Vittorie-sconfitte     | 0–1 | 1–2 | 1–4 | 0–0 | 0–2 | 2–4 | 2–4 | 1-2 | 7–19 |
| Titles                 | 0   | 0   | 0   | 0   | 0   | 0   | 0   |     | 0    |
| Ranking di fine anno   | 130 | 76  | 127 | 138 | 113 | 44  | 78  |     |      |

### Doppio
| Tornei del Grande Slam |     |     |     |     |     |      |
| Australian Open        | A   | A   | 1T  | 2T  | 1T  | 1–3  |
| Open di Francia        | A   | 2T  | 1T  | 2T  |     | 2–3  |
| Wimbledon              | A   | A   | 1T  | 3T  |     | 2–2  |
| US Open                | 2T  | 1T  | 1T  | 1T  |     | 1–4  |
| Vittorie-sconfitte     | 1–1 | 1–2 | 0–4 | 4-4 | 0-1 | 6–12 |
| Titoli                 | 0   | 0   | 0   | 0   |     | 0    |

## Vittorie contro giocatrici Top 10
| Stagione | 2013 | 2014 | 2015 | 2016 | 2017 | 2018 | 2019 | Totale |
| Vittorie | 1    | 0    | 0    | 0    | 0    | 0    | 1    | 2      |

| #    | Giocatrice         | Ranking | Evento                          | Superficie  | Turno | Punteggio     | Rank. SVR |
| ---- | ------------------ | ------- | ------------------------------- | ----------- | ----- | ------------- | --------- |
| 2013 |                    |         |                                 |             |       |               |           |
| 1.   | Caroline Wozniacki | 10      | Charleston Open, Charleston     | Terra verde | QF    | 3-6, 6-4, 6-3 | 63        |
| 2019 |                    |         |                                 |             |       |               |           |
| 2.   | Sloane Stephens    | 4       | Indian Wells Open, Indian Wells | Cemento     | 2T    | 6-3, 6-0      | 109       |